# Lex Manilia
La Lex Manilia, proposta dal tribuno della plebe Gaio Manilio, fu una legge romana approvata nel 66 a.C.,

## Disposizioni
La lex Manilia riuscì ad essere promulgata soprattutto per l'aiuto politico di Cesare e Cicerone. Questa legge diede a Pompeo Magno il potere supremo per condurre la terza fase della guerra contro re Mitridate VI del Ponto, portata avanti fino a quel momento da Lucio Licinio Lucullo. Approvata un anno dopo la lex Gabinia, che aveva concesso ampi poteri a Pompeo per spazzare via i pirati dal Mediterraneo, questa nuova legge fece inferocire molti aristocratici, umiliati per la seconda volta dalla plebe. Alla fine però, le vicende diedero ragione a chi aveva votato la Lex Manilia: nel 63 a.C., ormai sconfitto, Mitridate si suicidò. Roma si liberò così definitivamente di un altro acerrimo nemico, che per decenni le aveva creato problemi in Asia Minore.